# Бурмистров, Иван Иванович
Иван Иванович Бурмистров (1923 год, д. Локоток, Новгородская губерния — 30 сентября 1943 года, деревня Любцы, Ленинградская область) — участник Великой Отечественной войны, снайпер-инструктор 1247-го стрелкового полка 377-й стрелковой дивизии 59-й армии Волховского фронта, сержант. В бою подорвал себя вместе с пулемётной точкой.

## Биография
Родился в 1923 году в селе Локоток, в крестьянской семье. Работал в колхозе, с 14 лет — колхозным бригадиром.
17 июня 1941 года Мстинским РВК призван в РККА (по другим данным только осенью 1941). Воевал на Волховском фронте в составе 377-й стрелковой дивизии. Участвовал в Тихвинской, Любанской наступательных операциях и операции по выводу из окружения войск 2-й ударной армии. Сначала являлся пулемётчиком в пулемётном взводе, затем получил звание сержанта, стал командиром отделения. Был награждён знаком «Отличный пулемётчик». За бои апреля-июля 1942 года был награждён медалью «За отвагу». Проявил снайперские способности и стал снайпером-инструктором 1247-го стрелкового полка, получив снайперскую винтовку. К сентябрю 1943 года на его боевом счету было 190 уничтоженных солдат и офицеров противника (по другим источникам 78 человек сержант Бурмистров уничтожил из снайперской винтовки, остальные — из пулемёта и гранатами).
В сентябре 1943 года подразделения дивизии занимали плацдарм на Волхове близ Мясного Бора и 30 сентября 1943 года силами батальона 1247-го стрелкового полка проводилась разведка боем. Батальон сумел прорвать оборону противника близ деревни Любцы и вклиниться вглубь на расстояние до 2,5 километров. Однако немецкие войска восстановили позиции, отрезав батальон в собственном тылу. Выходу батальона из окружения мешал огонь из пулемётного гнезда, оборудованного в блиндаже. Сержант Бурмистров, после того как ему не удалось вывести из строя пулемёт своим огнём из ручного пулемёта, скрытно подобрался к блиндажу, держа в руках противотанковую гранату, и накрыл блиндаж, подорвав его вместе с собой.
Останки сержанта Бурмистрова похоронены близ деревни Любцы. На месте гибели сержанта в 1968 году установлен памятник.

## Награды
- Медаль «За отвагу»[2]